# Stanisław Cejrowski
Stanisław Cejrowski (ur. 22 maja 1939 w Skórczu, zm. 14 kwietnia 2009 w Ełku lub Elblągu) – polski animator i działacz jazzowy.

## Życiorys
Ukończył Liceum Ogólnokształcące im. Janusza St. Pasierba w Pelplinie (matura w 1956). Studiował na Wydziale Fizyki Uniwersytetu Mikołaja Kopernika w Toruniu. Już w czasie studiów rozpoczął działalność na polu muzyki, kierując Studenckim Studiem Radiowym. Po ukończeniu studiów rozpoczął pracę w Elblągu w Zakładach Mechanicznych „Zamech”. Razem z młodymi inżynierami z zakładu pracy oraz z młodzieżą szkolną – sympatykami jazzu – we wrześniu 1962 roku założył EL-Klub Jazzu Tradycyjnego przy Galeri El. Klub mieścił się w podziemiach ruin kościoła Najświętszej Marii Panny (obecnie klub „Krypta”). W Klubie a potem w Domu Kultury dał się poznać jako bardzo rzutki organizator i animator życia muzycznego.
W 1964 zorganizował tam pierwszy na świecie Międzynarodowy Konkurs Kopert Płyt Jazzowych, do jury zaprosił kilka osobistości ze świata jazzu, m.in. Lubomíra Dorůžkę z Czechosłowacji, Romana Waschko i Jana Byrczka z Polskiej Federacji Jazzowej. Gdy w 1965 Federacja uzyskała koncesję Ministerstwa Kultury, Cejrowski stanął na czele Biura Koncertowego, które zostało niebawem przekształcone w Agencję Koncertową. Był też razem z Janem Byrczkiem organizatorem kolejnych festiwali Jazz Jamboree, na których w latach 70. występowały największe gwiazdy – jak np. Charles Mingus, Elvin Jones, McCoy Tyner – 1974, Stan Getz – 1978, Benny Goodman – 1976, Sonny Rollins i big bandy prowadzone przez takich muzyków jak Woody Herman – 1976, 1977 i 1979, Stan Kenton – 1976, Duke Ellington – 1977, Buddy Rich – 1977, Clark Terry – 1978, Thad Jones i Mel Lewis – 1978 itd.
Na początku lat 70. Stanisław Cejrowski powołał do życia Lubelskie Spotkania Wokalistów Jazzowych, Nadbałtyckie Spotkania Jazzowe – Jazz Jantar, był przy utworzeniu Międzynarodowego Festiwalu Pianistów Jazzowych w Kaliszu, uruchomił Klub Płytowy Polskiego Stowarzyszenia Jazzowego „Biały Kruk Czarnego Krążka”. Od 1974 do 1980 pełnił funkcję Sekretarza Generalnego PSJ – wówczas dużej ogólnopolskiej organizacji z oddziałami i biurami koncertowymi w kilku miastach. Doprowadził do otwarcia pod egidą PSJ warszawskich klubów jazzowych, Maxim (1975), a następnie Akwarium (1977).
Udzielał się jako menedżer muzycznych grup bigbitowych, w tym zespołu No To Co.
W końcu lat 70. był pomysłodawcą muzycznego tryptyku z okazji Letnich Igrzysk Olimpijskich 1980 w Moskwie. W ramach tryptyku zostały nagrane trzy płyty: Na brzegu światła zespołu Budka Suflera, Droga ludzi zespołu Skaldowie oraz Żagiel Ziemi zespołu Breakout.
Przez dziesięć lat był menedżerem swojego syna, Wojciecha Cejrowskiego, a w latach 1995–1997 organizatorem „Ciemnogrodów” – głośnych zlotów w Osieku. W ostatnich latach działał w Komisji Promocyjnej Związku Artystów Wykonawców STOART.

## Życie prywatne
Był ojcem polskiego podróżnika Wojciecha Cejrowskiego, który odziedziczył po nim cały domowy zbiór płyt winylowych.
Zmarł nagle, podczas wizyty u rodziny. Pochowany na cmentarzu w rodzinnym Pelplinie koło Tczewa. 